# BRIT Awards 2008
Die BRIT Awards 2008 wurden am 20. Februar 2008 im Londoner Earls Court verliehen. Die Moderation übernahmen Familie Osbourne mit Ozzy, Sharon, Kelly und Jack Osbourne, die Besetzung der Doku-Soap The Osbournes.
Erfolgreichste Künstler mit je zwei gewonnenen Preisen waren Arctic Monkeys, Foo Fighters und Take That. Die meisten Nominierungen mit je vier Stück hatten Mika, Leona Lewis, die komplett leer ausging, und Take That.

## Kontroverse
Insgesamt blieben skandalträchtige Momente bei der 2008er Verleihung überwiegend aus. Lediglich ein Witz von Sharon Osbourne wurde ausgeblendet sowie eine Beleidigung, die sie Vic Reeves zurief. Ozzy Osbourne moderierte gesundheitlich recht angeschlagen. Paul McCartney, der einen Preis für sein Lebenswerk erhielt, überraschte mit einem Tribut an seine verstorbene Ehefrau Linda McCartney, die auch bei den Wings mitspielte. Weder er noch das dazugehörige Video würdigten jedoch seine tatsächliche Ehefrau Heather Mills, mit der er zu jener Zeit einen öffentlichen Scheidungsstreit ausfocht.
Amy Winehouse war bei den Proben teilweise so betrunken, dass man sie kurzfristig ausladen wollte. Bei der eigentlichen Show hatte sie jedoch keinen Patzer und sang fehlerfrei.

## Liveauftritte
| Künstler                                            | Lieder                                                |
| --------------------------------------------------- | ----------------------------------------------------- |
| Mika Beth Ditto                                     | Love Today Standing in the Way of Control Grace Kelly |
| Rihanna Klaxons                                     | Umbrella                                              |
| Kylie Minogue                                       | Wow                                                   |
| Kaiser Chiefs                                       | Ruby                                                  |
| Leona Lewis                                         | Bleeding Love                                         |
| Mark Ronson Adele Daniel Merriweather Amy Winehouse | God Put a Smile upon Your Face Stop Me Valerie        |
| Amy Winehouse                                       | Love Is a Losing Game                                 |
| Sir Paul McCartney                                  | Dance Tonight Live and Let Die Hey Jude Lady Madonna  |

## Gewinner und Nominierte
| British Album | British Single |
| --- | --- |
| - Arctic Monkeys – Favourite Worst Nightmare - Leona Lewis – Spirit - Mark Ronson – Version - Mika – Life in Cartoon Motion - Take That – Beautiful World | - Take That – Shine - Leona Lewis – Bleeding Love - Mika – Grace Kelly - Mark Ronson (featuring Amy Winehouse) – Valerie - The Hoosiers – Worried About Ray - Kaiser Chiefs – Ruby eliminiert am 18. Februar - Sugababes – About You Now eliminiert am 18. Februar - Kate Nash – Foundations eliminiert am 17. Februar - James Blunt – 1973 eliminiert am 16. Februar - Mutya Buena – Real Girl eliminiert am 15. Februar |
| British Male | British Female |
| - Mark Ronson - Jamie T - Mika - Newton Faulkner - Richard Hawley                                                                                         | - Kate Nash - Bat for Lashes - KT Tunstall - Leona Lewis - PJ Harvey |
| British Group | British Breakthrough Act |
| - Arctic Monkeys - Editors - Girls Aloud - Kaiser Chiefs - Take That                                                                                      | - Mika - Bat for Lashes - Kate Nash - Klaxons - Leona Lewis |
| British Live Act | |
| - Take That - Arctic Monkeys - Kaiser Chiefs - Klaxons - Muse                                                                                             | |
| International Male | International Female |
| - Kanye West - Bruce Springsteen - Michael Bublé - Rufus Wainwright - Timbaland                                                                           | - Kylie Minogue - Alicia Keys - Björk - Feist - Rihanna |
| International Group | International Album |
| - Foo Fighters - Arcade Fire - Eagles - Kings of Leon - The White Stripes                                                                                 | - Foo Fighters – Echoes, Silence, Patience & Grace - Arcade Fire – Neon Bible - Eagles – Long Road Out of Eden - Kings of Leon – Because of the Times - Kylie Minogue – X |

Critics’ Choice
- Adele

Outstanding Contribution to Music
- Paul McCartney